# سد دوستی سوریه و ترکیه
سد دوستی سوریه و ترکیه (به ترکی استانبولی: Syria–Turkey Friendship Dam) یک سد در ترکیه است.